# Lavinia Stan
Lavinia Stan (n. 14 iulie 1966, Pitești) este profesoară de științe politice la St. Francis Xavier University în Canada și directoare a Centrului de Studii Postcomuniste Arhivat în 25 noiembrie 2009, la Wayback Machine. de la aceeași universitate. Majoritatea publicațiilor sale tratează problemele democrației și democratizării, în special raportul dintre religie și politică și procesul asumării trecutului recent. Stan a emigrat din România în Canada la scurt timp după revoluția din 1989. Din 2009, ea este membră a Clubului de la Roma Arhivat în 31 august 2009, la Wayback Machine..

## Educație
Lavinia Stan a absolvit Facultatea de Comerț din cadrul Academiei de Studii Economice Arhivat în 20 iulie 2009, la Wayback Machine. din București în 1988. După ce a emigrat în Canada, a obținut titlul de doctor în Știinte Politice de la University of Toronto, având specializare în sisteme politice comparate și metodologie politică și concentrare regională pe Europa și țările industriale avansate. Perfecționarea sa s-a extins și după terminarea studiilor pe timpul unui stadiu post-doctoral la Dalhousie University (Canada), ca recipientă a prestigiosului premiu Killam Arhivat în 9 septembrie 2009, la Wayback Machine., acordat într-o competiție în care toate domeniile sunt reprezentate (medicină, științele exacte și științele sociale și umaniste).

## Cariera universitară
Lavinia Stan este profesoară de științe politice la St. Francis Xavier University, Canada, și Directoare a Centrului de Studii Postcomuniste de la aceeași universitate. Între anii 2001 și 2003 ea a predat și la Dalhousie University, în timp ce între 2006 și 2008 a predat la Universitatea Concordia din Montreal.
Printre asociațiile profesionale la care este membră se numără American Association for the Advancement of Slavic Studies (AAASS), American Political Science Association (APSA), Canadian Political Science Association (CPSA), Council for European Studies, International Political Science Association Arhivat în 1 martie 2009, la Wayback Machine. (IPSA), International Society for the Study of European Ideas Arhivat în 30 noiembrie 2008, la Wayback Machine. (ISSEI) și Society for Romanian Studies Arhivat în 2 decembrie 2009, la Wayback Machine. (SRS). Între 2006 și 2009 Lavinia Stan a făcut parte din delegația Canadei în Consiliul Executiv al IPSA, servind actualmente ca membru alternativ al delegației. În ultimii cinci ani Lavinia Stan a servit în diverse poziții în conducerea SRS, o societatea nord-americană care întrunește cercetătorii interesați de România și studiile românești. În 2006-2008 ea a fost președinta Comisiei de decernare a Premiului Wildawsky al APSA, funcționând ca membru al comisiei pentru încă un an, după aceea, iar în perioada 2003-2006 a făcut parte din comisia de decernare a granturilor doctorale de către Social Science and Humanities Research Council of Canada, principala agenție federală de finanțare a proiectelor de cercetare din Canada. De la începutul anului 2009, Stan a servit drept co-editoare pentru Europa a prestigioasei reviste Women's Studies International Forum, publicată de Elsevier. În octombrie 2009, ea a devenit Editoarea pentru Europa a prestigioasei reviste.
Lavinia Stan este membră în comitetele științifice sau consiliile de conducere ale unor importante și reputabile reviste academice internaționale, printre care se numără Women's Studies International Forum (Elsevier) , Open Political Science Journal (Bergham)  și mai nou Property Rights in Transition și Arts and Social Sciences Journal publicat de Ashton Journals. Ea îndeplinește același rol pentru reviste românești precum Sfera politicii , EUROLIMES Arhivat în 28 august 2009, la Wayback Machine. , nou înființata Revista internațională de psihologie politică societală și revista moldoveană Pontes. Review of South East European Studies, apărută sub egida catedrei UNESCO de studii sud-est-europene a Universității de Stat a Moldovei.

## Publicații
Autoare a unui număr impresionant de articole publicate în reviste cu comitet de lectură de reputație internațională, precum Cahiers de sociologie economique et culturelle, Communist and Post-Communist Studies, East European Politics and Societies, East European Quarterly, Est-Ovest Arhivat în 8 septembrie 2009, la Wayback Machine., Europe-Asia Studies, Government and Opposition Arhivat în 6 februarie 2009, la Wayback Machine., Journal of Communist Studies and Transition Politics, Problems of Post-Communism, Religion, State and Society, Lavinia Stan a publicat și în reviste din România, în special Sfera politicii, Studia politica Arhivat în 15 mai 2009, la Wayback Machine. și revista 22. In total are în jur de 150 de articole publicate în limbile engleză, franceză sau română (unele fiind traduse și in alte limbi, inclusiv ebraica, spaniola, croata, ceha, poloneza, taliana și olandeza). Între 1997 și 2003, a publicat raportul trimestrial despre Republica Moldova în East European Constitutional Review Arhivat în 11 decembrie 2009, la Wayback Machine., iar începând din anul 2006 a fost invitată să contribuie raportul anual privind dezvoltarile politice din România în European Journal of Political Research Arhivat în 11 martie 2010, la Wayback Machine. (raport al cărui co-autor este Dr. Razvan Zaharia, Cancelarul Academiei de Studii Economice din București). Din 2007, Lavinia Stan este și recenzor pentru revista Choice. În anul 2008, Lavinia Stan a fost invitată să participe la proiectul internațional de comparare a eficacității proceselor de asumare a trecutului în America Latina și Europa de Est. Coordonat de United Nations University din Tokyo, Japonia, acest proiect este desfășurat de Oxford University și El Colegio de Mexico, urmând a rezulta în publicarea unui volum, alături de o serie de conferințe organizate la Oxford. Tot în 2008 ea a contribuit capitolul despre România în volumul coordonat de Sabrina P. Ramet, Central and Southeastern Europe since 1989 (care va apărea în martie 2010 la Cambridge University Press), cea mai recentă trecere în revistă a evoluției politice a Europei post-comuniste. În anul 2009, ea a fost invitată să scrie raportul național despre România, ca parte a unui proiect mai larg dezvoltat de Comisia Europeană prin intermediul Directoratului său General pentru Justiție, Libertate și Securitate. În ultimele decenii, Lavinia Stan a conferențiat în Canada, Statele Unite, Hawaii, Anglia, Germania, Japonia, Danemarca, Irlanda, Belgia, Norvegia, Cipru, Italia, Polonia, Ungaria, Bulgaria și România, cercetarea sa fiind susținută financiar de granturi generoase obținute de la Social Sciences and Humanities Research Council of Canada, St. Francis Xavier University, Universite Catholique de Louvain, Killam Foundation, University of Toronto și, mai nou, Congresul Statelor Unite.
Lavinia Stan este autoarea, co-autoarea sau coordonatoarea următoarelor volume:
- Romania in Transition (Dartmouth Press, 1997), citată în peste 80 de lucrări de specialitate din întreaga lume.
- Leaders and Laggards: Governance, Civicness and Ethnicity in Post-Communist Romania (Columbia University Press, 2003)
- Religion and Politics in Post-Communist Romania (împreună cu Dr. Lucian Turcescu, Oxford University Press, 2007), cu o prefață de Sabrina P. Ramet, recenzat pozitiv în prestigioasa Foreign Affairs.[10]
- Transitional Justice in Eastern Europe and the Former Soviet Union: Reckoning with the Communist Past (Routledge, 2009), cu o prefață de Vladimir Tismăneanu.
- Church, State and Democracy in Expanding Europe. Oxford University Press, 2011. ISBN13: 9780195337105.

Ea a semnat și două traduceri în limba română. Este vorba despre:
- Etienne de la Boetie, De la Servitude Volontaire, traducere realizată în colaborare cu Sabina Elena Stan,  publicată de editura Universal Dalsi, 1994.
- Carl Schmidt, Political Theology, traducere realizată în colaborare cu Lucian Turcescu, publicată de editura Universal Dalsi, 1995.[11]

În plus, Lavinia Stan a fost recenzor de manuscrise pentru editurile Cambridge University Press, University of Notre Dame Press, Thompson-Nelson, Palgrave și Routledge și reviste academice occidentale precum American Political Science Review, Canadian Journal of Political Science, Canadian Slavonic Papers, Communist and Post-Communist Studies, East European Politics and Societies, Europe-Asia Studies, European Journal of Political Research Arhivat în 11 martie 2010, la Wayback Machine., European Legacy, Global Governance, Hypatia: A Journal of Feminist Philosophy, International Insights, International Journal of Politics and Ethics Arhivat în 4 martie 2016, la Wayback Machine., International Political Science Review, International Politics, Journal of Communist Studies and Transition Politics, Journal of East-West Business, Political Studies[nefuncțională]
, Problems of Post-Communism, Review of European and Russian Affairs Arhivat în 14 septembrie 2009, la Wayback Machine., Studies in Post-Communism Occasional Papers Arhivat în 8 martie 2005, la Wayback Machine., Sussex European Institute Working Papers si Women’s Studies International Forum. În anul 1997 ea a obținut Premiul pentru Excelență în Predare de la McMaster University, iar în 2006 a fost nominalizată pentru un premiu de excelență la Concordia University. Incepând cu anul 2008, ea a servit și ca expert într-un număr de procese de deportare și azil prezentate curților de justiție americane.
Lavinia Stan a acordat frecvent interviuri unor ziare precum El Pais (Spania), Haaretz (Israel), Embassy (Canada), MacLean's Arhivat în 10 august 2011, la Wayback Machine. (Canada), The Concordian (Canada), L'Organe Arhivat în 19 septembrie 2016, la Wayback Machine. (Canada), National Journal (Statele Unite), România Liberă Arhivat în 19 mai 2011, la Wayback Machine. (România), Meridianul românesc, Terra Nova Magazine Arhivat în 1 septembrie 2009, la Wayback Machine., agenții de presă precum Reuters, Vocea Americii, dar și posturi de radio (CBC) și de televiziune (EastLink, Televiziunea Publică Poloneză). În decembrie 2009, cu ocazia împlinirii a 20 de ani de la prăbușirea regimurilor comuniste, ea a acordat mai multe interviuri unor ziare americane și televiziuni occidentale, participând și la dezbaterea organizată de France 24, principalul canal de știri televizate francez, și moderată de Mark Owen.